# Abdoulkarim Goukoye
 (décembre 2017).
Pour les articles homonymes, voir Abdoulkarim.
Abdoulkarim Goukoye (1964-2021) est un colonel de l'armée nigérienne qui a participé au coup d'État du 18 février 2010, conduisant à la destitution du président Mamadou Tandja. Il est alors présenté comme le porte-parole du Conseil suprême pour la restauration de la démocratie (CSRD). Il était jusque-là chef du renseignement militaire, et porte-parole de l'armée.
Il est mort le 8 novembre 2021 à Bruxelles.